# 霍爾姆伯山

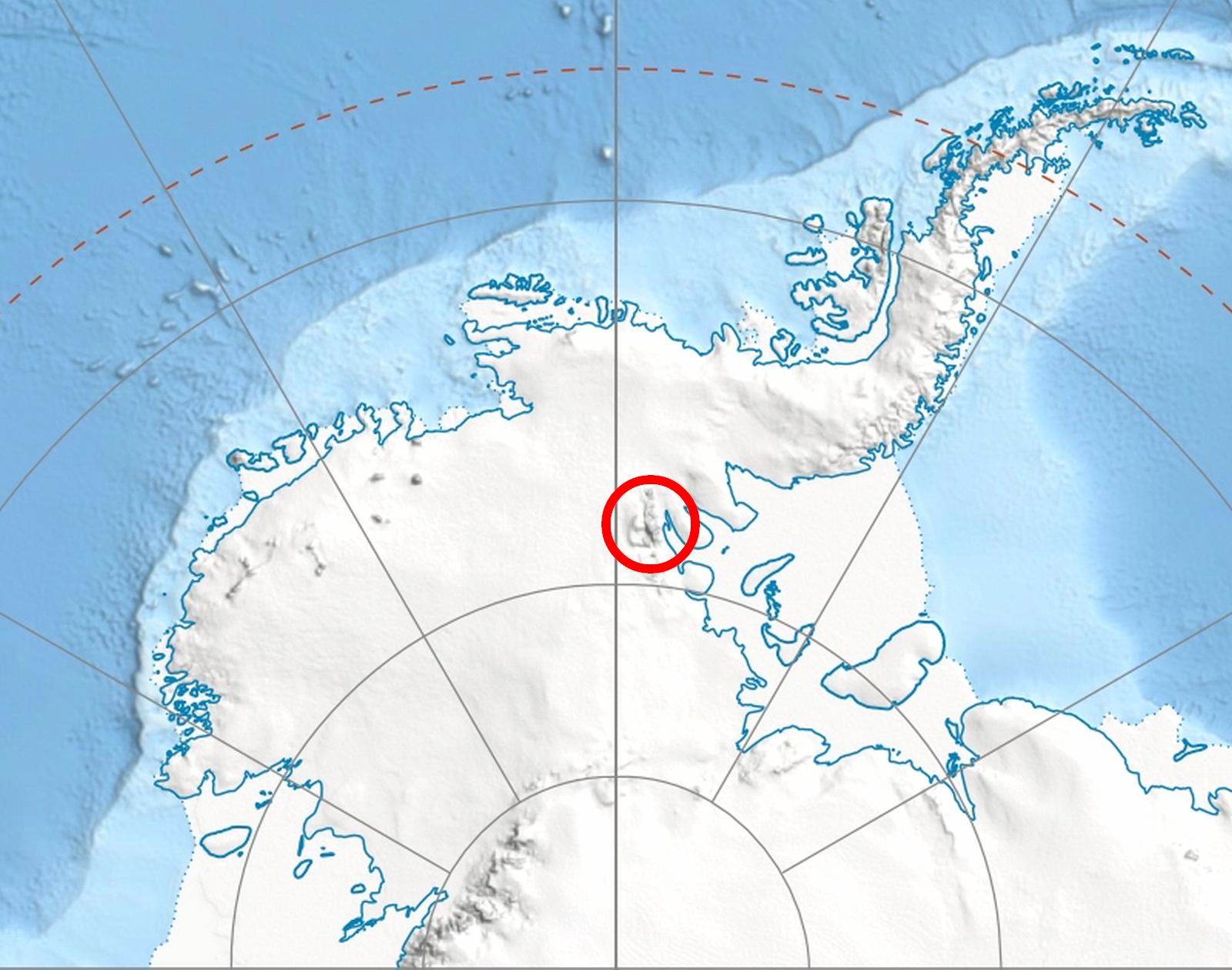

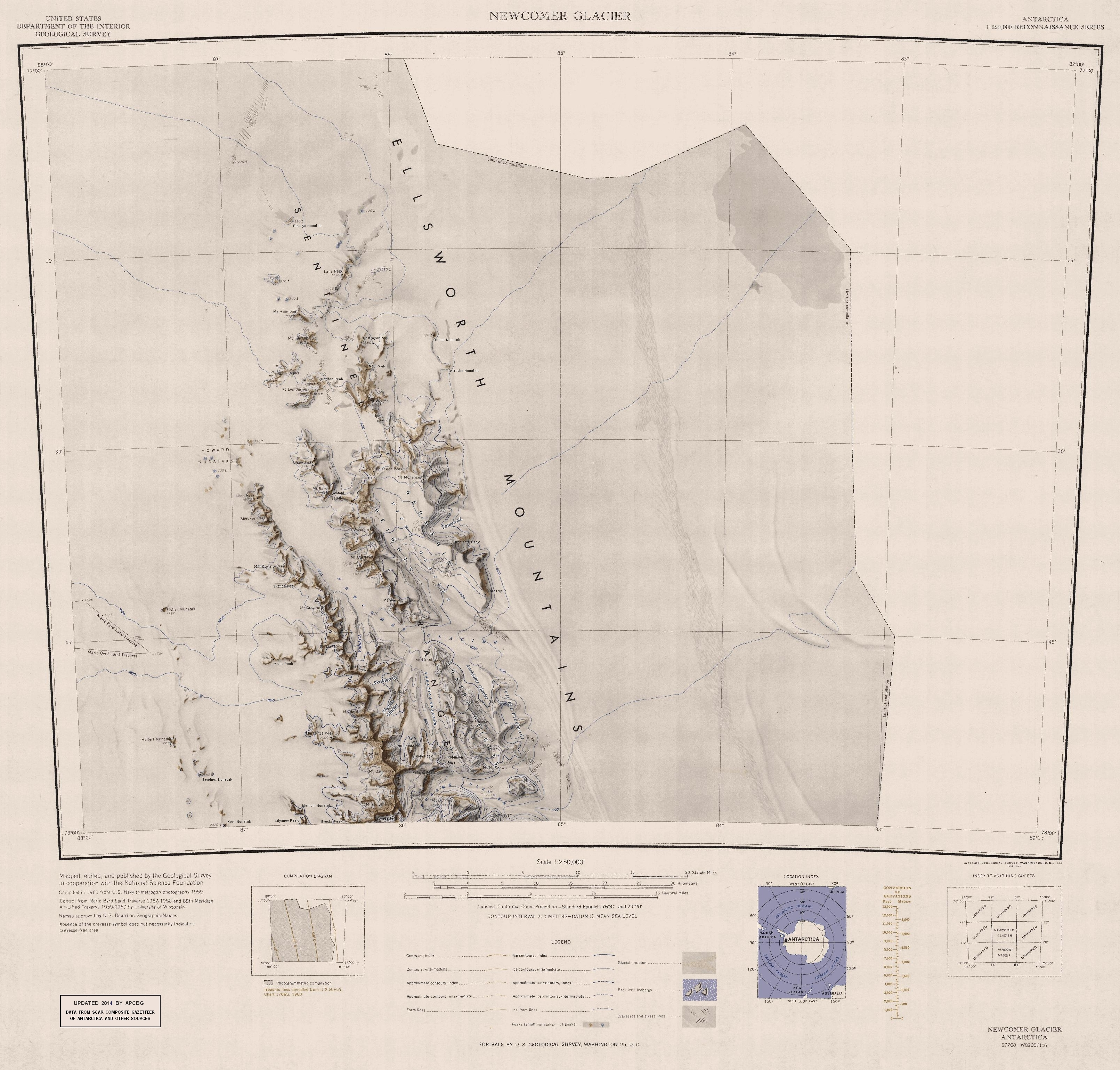

77°20′S 86°35′W / 77.333°S 86.583°W
霍爾姆伯山（英語：Mount Holmboe），是南極洲的山峰，位於埃爾斯沃思地，處於利亞沃格山以北2公里和威姆斯山西北面13公里，屬於埃爾斯沃思山脈中森蒂納爾嶺的一部分，海拔高度1,730米，在1935年11月23日由美國探險家發現，以氣象學家命名，現時由南極條約體系管理。